# 킹스턴어폰템스
킹스턴어폰템스(영어: Kingston upon Thames)는 잉글랜드 런던 킹스턴어폰템스구의 지역이다.

## 랜드마크

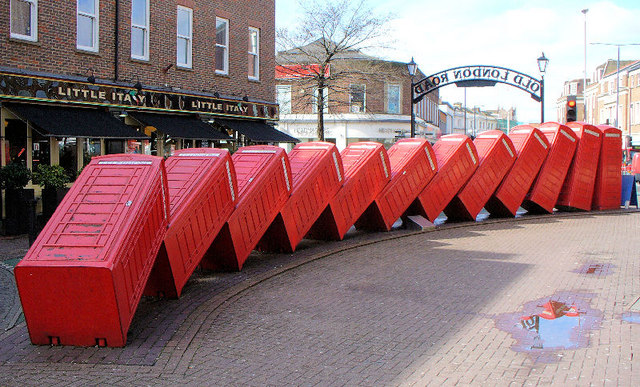
Out of Order

스코틀랜드의 조각가 데이비드 마크의 작품 Out of Order는 여러개의 빨간 공중전화 박스를 뉘여서 만든 것으로, 랜드마크로 이용되고 있다.

## 자매 도시
킹스턴어폰템스는 2010년부터 독일의 올덴부르크와 자매결연을 맺고 있다. 네덜란드의 델프트 또한 자매결연을 맺은 도시이다.